# Australsecodes ater
Australsecodes ater is een vliesvleugelig insect uit de familie Eulophidae. De wetenschappelijke naam is voor het eerst geldig gepubliceerd in 1935 door Girault.